# Leptodactylus plaumanni
Leptodactylus plaumanni é uma espécie de anfíbio  da família Leptodactylidae.
Pode ser encontrada nos seguintes países: Argentina, Brasil e possivelmente em Paraguai.
Os seus habitats naturais são: florestas subtropicais ou tropicais húmidas de baixa altitude, savanas húmidas, campos de gramíneas de baixa altitude subtropicais ou tropicais sazonalmente húmidos ou inundados, marismas intermitentes de água doce, pastagens, jardins rurais e florestas secundárias altamente degradadas.
Está ameaçada por perda de habitat.